# Vojnić Sinjski
Vojnić Sinjski (1931-ig Vojnić) falu Horvátországban Split-Dalmácia megyében. Közigazgatásilag Triljhez tartozik.

## Fekvése
Splittől légvonalban 23, közúton 35 km-re északkeletre, Sinjtől 13 km-re délkeletre, községközpontjától 4 km-re nyugatra a dalmát Zagora területén, a Sinji mező délkeleti részén fekszik.

## Története
A település 1686-ban Triljjel és környékével együtt szabadult fel a török uralom alól. Ekkor már élt itt néhány horvát család, mint például a Nakićok, de a falut döntően a velencei uralom első éveiben telepítették be Boszniából, Hercegovinából és Poljicáról érkezett új keresztény lakossággal. A boszniai lakosság főként a Duvanji mező környékéről származik, ahonnan Jure Juričević harámbasa vezetésével érkezett, míg a Sabilićok valószínűleg Rakitno környékéről valók. Vojnić hívei a felszabadulás után a turjaci plébániához tartoztak, főként mezőgazdasággal és állattartással foglalkoztak. A falu temploma közvetlenül a felszabadulás után még deszkákból épült fel. Ezt erősíti meg Cupilli érsek az 1709-ben tett egyházlátogatása során. Az érsek rendeletére az oltárra új Szent György képet helyeztek és ekkor szerezték be a harangot is. 1715-ben a velencei-török háború során a török támadást intézett Sinj és környéke ellen és a templomot felgyújtotta. Már 1718-ban felépült az új kőtemplom, melynek két oltára és kis harangtornya is volt. A velencei uralomnak 1797-ben vége szakadt és osztrák csapatok vonultak be Dalmáciába. 1806-ban az osztrákokat legyőző franciák uralma alá került, de Napóleon lipcsei veresége után 1813-ban újra az osztrákoké lett. A vojnić-garduni plébániát 1858-ban alapították meg. Vojnićnak 1857-ben 426, 1910-ben 617 lakosa volt. 1918-ban az új szerb-horvát-szlovén állam, majd később Jugoszlávia része lett. 1934 és 1937 között a lebontott régi templom helyére felépítették a település új plébániatemplomát. A második világháború idején a Független Horvát Állam része lett. A háború után a szocialista Jugoszláviához került. 1991 óta a független Horvátországhoz tartozik. 2011-ben a településnek 577 lakosa volt. Megélhetésük alapját hagyományosan a mezőgazdaság, azon belül főként a szőlőtermesztés adja.

## Lakosság
| Lakosság változása | Lakosság változása | Lakosság változása | Lakosság változása | Lakosság változása | Lakosság változása | Lakosság változása | Lakosság változása | Lakosság változása | Lakosság változása | Lakosság változása | Lakosság változása | Lakosság változása | Lakosság változása | Lakosság változása | Lakosság változása |
| ------------------ | ------------------ | ------------------ | ------------------ | ------------------ | ------------------ | ------------------ | ------------------ | ------------------ | ------------------ | ------------------ | ------------------ | ------------------ | ------------------ | ------------------ | ------------------ |
| 1857               | 1869               | 1880               | 1890               | 1900               | 1910               | 1921               | 1931               | 1948               | 1953               | 1961               | 1971               | 1981               | 1991               | 2001               | 2011               |
| 426                | 471                | 482                | 537                | 643                | 617                | 660                | 742                | 723                | 802                | 811                | 738                | 744                | 685                | 579                | 577                |

## Nevezetességei
Szent György vértanú tiszteletére szentelt római katolikus plébániatemploma a régi templom alapjain 1934 és 1937 között faragott kövekből épült. Homlokzatát a középen hozzáépített harangtorony tagolja, melynek földszintjén három oldalról kialakított ívelt bejáratokon át lehet a templomba jutni. A bejárat felett kis körablak, felette egy biforámás ablak, a harangok szintjén négy oldaltól nagy félköríves ablak látható. A torony tetejét kőpiramis zárja, melynek csúcsát vasból kovácsolt kereszt díszíti. A hajó 16 méter hosszú és 8 méter széles, melynek végében található a szentély a főoltárral, mögötte a sekrestyével. A főoltár fából és kőből épült, előtte áll a szembemiséző oltár. A hajó déli oldalán a Szent Györgynek, északi oldalán a Rózsafüzér királynőjének szentelt mellékoltárok állnak. A templomon 12 félköríves ablak található, a kórus a főbejárat felett áll. A templomot 1984-ben megújították. Ekkor történt a szentély lapozása és a Rózsafüzér királynője mozaikkép elhelyezése. 2001 és 2003 között a belső teret újították fel. Ekkor építették a beton kórust, elkészült a márvány padozat, az új bejárati ajtó és az orgona.